# Город за рекой (фильм, 1949)
«Город за рекой» (англ. City Across the River) — нуаровая социальная драма режиссёра Максвелла Шейна, которая вышла на экраны в 1949 году.
В основу фильма положен роман-бестселлер 1947 года Ирвинга Шульмана (англ.  Irving Shulman) «Дюки с Эмбой-стрит» (англ. The Amboy Dukes). The Amboy Dukes — это подростковая уличная банда, получившая своё название от улицы Эмбой-стрит, на которой её члены обычно проводят время.
Фильм рассказывает о двух приятелях из бруклинской уличной банды (Питер Фернандес и Эл Ремсен), которые во время ссоры случайно убивают своего школьного учителя, после чего пытаются скрыть следы преступления. Однако в итоге полиция выходит на их след, что приводит к трагической развязке.
Кинокритики высоко оценили усилия картины показать нищету бруклинских трущоб, создающих питательную среду для подростковой преступности. По мнению многих критиков, фильм сделан в суровом натуралистичном ключе и отличается хорошими работами малоизвестных актёров, хотя по силе воздействия и уступает роману Шульмана.
В этом фильме знаменитый впоследствии актёр Тони Кёртис сыграл свою первую роль со словами и указанием имени в титрах.

## Сюжет
Семья Кьюзаков живёт в многоквартирном доме в трущобах Бруклина. Отец семьи Джо Кьюзак (Луис Ван Роотен) и мать Кэти (Тельма Риттер) работают без выходных, чтобы обеспечить скромное существование себе и своим детям, Фрэнки Кьюзаку (Питер Фернандес), который учится в профессиональном училище, и его младшей сестре Элис (Шэрон Макманус).
В воскресенье, в день своего 16-летия Фрэнки, получив от родителей в подарок наручные часы и пять долларов, увозит Элис на весь день на шикарный Манхеттен, где они ходят по магазинам и любуются городскими достопримечательностями. Вернувшись вечером в Бруклин, Фрэнки отводит Элис домой, а сам направляется на улицу Эмбой-стрит к своим друзьям из местной подростковой шайки, которая называет себя Эмбой Дюкс. Тем же вечером местный бандит Гэггси Стинс (Ричард Бенедикт), сидя за рулём автомобиля, подзывает ребят, предлагая им по пять долларов каждому за то, чтобы они избили его «должника», владельца небольшого итальянского ресторанчика по имени Джотта. Ларри (Микки Нокс), главарь Эмбой Дюкс, охотно берётся за это дело. Некоторое время спустя все пятеро членов шайки, за исключением Фрэнки, с энтузиазмом избивают немолодого Джотту, а входящий в банду Теодор «Псих» Перрин (Джошуа Шелли) с наслаждением размахивает перед ним ножом. Когда после завершения дела Ларри делает замечание Фрэнку, что тот не участвовал в избиении, тот выкручивается, отвечая, что следил за тем, чтобы никто не зашёл.
На занятиях труда в профессиональной школе ученики тайком делают себе самодельные пистолеты. Когда учитель, мистер Бэннон (Роберт Остерлох) замечает это, и отнимает пистолет у одного из парней, в классе возникает напряжённая пауза, которую прерывает только школьный звонок. После уроков Фрэнк и его сосед и лучший друг Бенни Уилкс (Эл Рэмсен) на крыше своего дома из самодельных пистолетов стреляют по банкам. Позднее возле коммунального центра Гэггси расплачивается с парнями, после чего те расходятся по своим делам. Заметив Гэггси, Стэн Альберт (Стивен Макнэлли), один из руководителей коммунального центра по работе с молодежью, требует, чтобы Гэггси «отстал» от парней. После того, как Гэггси насмехается над Стэном и провоцирует его на драку, Стэн бьёт бандита, однако в этот момент мимо проходит группа детей, что предотвращает эскалацию конфликта. После этого Стэн встречает Фрэнка, уговаривая его вернуться к занятиям в центре и прекратить общение с «дюками», однако Фрэнки не хочет его слушать.
Вскоре «дюки» делают попытку вскрыть телефонную будку, чтобы достать оттуда мелочь, однако их замечает полицейский, который бросается за парнями в погоню. Стоящий на улице Джо успевает перехватить пробегающего мимо Фрэнки и прячет его в подвале дома. Вернувшись в свою квартиру, Джо пытается поговорить с сыном, убеждая его не шататься с друзьями по улице, а встречаться например у них дома. Однако Фрэнки отвечает, что в таком доме, как у них, противно находиться. После этого Джо советуется с Кэти, говоря, что решил потратить все семейные сбережения на внесение предоплаты за дом в более приличном районе. На слова Кэти, что тогда не сбудется его мечта переехать в Коннектикут или Массачусетс и открыть там свой небольшой магазин, Джо отвечает, что спасти сына для него важнее. Вскоре Фрэнки с гордостью показывает своим друзьям из Эмбой Дюкс свой будущий дом.
Однако прежде чем Кьюзаки успевают переехать в новый дом, Кэти увозят в больницу с аппендицитом и все семейные накопления уходят на её лечение. В итоге Кьюзаки вынуждены остаться жить в своей старой квартире. Разозлённый таким поворотом событий Фрэнки устраивает в местном бильярдном клубе драку с парнями из соседней уличной банды, в которой «дюки» избивают троих своих противников. Жестокость, с которой дерётся Фрэнки, производит впечатление на Ларри, который говорит, что теперь тот стал настоящим «дюком». В отсутствие матери Фрэнки в течение нескольких дней прогуливает школу. В один из таких дней Бенни заходит к Фрэнки, приглашая его вместе пойти на свидание со своей девушкой Люсиль (Рут Тоби) и её подружкой Бетти (Сью Инглэнд). Бетти оказывается очень милой и доброй девушкой, и компания весело проводит время, катаясь на автомобиле, и танцуя в местном клубе. Когда «Псих» пытается пристать к Бетти, Фрэнки его жёстко прогоняет. По дороге домой Фрэнки и Бетти говорят о взаимной симпатии друг к другу и целуются.
На следующий день после трёхдневного прогула Фрэнки и Бенни с опозданием приходят на урок труда. Когда мистер Бэннон пытается поговорить с парнями, они заводят весь класс и начинают петь и дурачиться, срывая урок. Мистер Бэннон приглашает директора школы мистер Хейса (Берт Конуэй), который отстраняет учеников от занятий и вызывает родителей каждого из них. Родители Фрэнки работают без выходных и не могут позволить себе пропустить рабочий день, как и брат Бенни, с которым тот живёт. Парни понимают, что для их семей вызов в школу будет серьёзным ударом. После окончания уроков они заходят в класс к Бэннону и просят его отменить вызов их родителей, однако учитель, памятуя о том, сколько гадостей устроили ему ученики на уроках, отказывается пойти им на встречу. Тогда Бенни не выдерживает и набрасывается на учителя с кулаками, тот отвечает, после чего к драке присоединяется и Фрэнки. Чтобы справиться с учителем, Бенни достаёт свой самодельный пистолет и начинает бить его рукояткой. Когда дерущиеся крепко сцепляются между собой, раздаётся выстрел, и мистер Бэннон замертво падает на пол. Так как никто не видел, что Бенни и Фрэнки заходили в школу, они решают незаметно сбежать, и дальше делать вид, что не имеют к убийству никакого отношения. Деревянные части от своего пистолета Бенни сжигает в печи, после чего они идут кататься на автомобиле с Бетти и Люсиль. Когда они проезжают по мосту, Бенни выбрасывает ствол от пистолета с таким расчётом, чтобы тот упал в воду, однако Бенни не замечает, что ствол остался лежать на краю моста.
Узнав о вызове в школу, Кэти отчитывает Джо за то, что тот совсем потерял контроль над Фрэнки. В этот момент появляется лейтенант Луи Мейкон (Джефф Кори), который приглашает Фрэнки на допрос в участок в связи с убийством Бэннона. В участке полиция собрала всех учеников Бэннона, допрашивая каждого из них. Когда очередь доходит до Фрэнки и Бенни, они подробно описывают, что делали в день убийства, рассчитывая, что девушки обеспечат им алиби. Записав их показания на магнитофон, Мейкон отпускает парней, однако говорит присутствовавшему при допросу Стэну, что они являются главными подозреваемыми, так как оба избавились от оружия в отличие от других учеников, и у обоих был конфликт с Бэнноном. Тем временем Бенни и Фрэнки уговаривают своих девушек подтвердить их алиби, и те неохотно соглашаются. Тем не менее после этого случая мать запрещает Бетти встречаться с Фрэнки. Возвращаясь с работы домой, «Псих» угощает свою соседку Энни Кейн (Барбара Уайтинг) стейком, который принёс с работы, после чего вечером приглашает её на свидание. Без ума от счастья, что Энни согласилась пойти с ним, «Псих» одевает свой лучший костюм и ждёт её в условленном месте. Энни по дороге на свидание встречает Фрэнки, который уговаривает её пойти вместе с ним. Когда прождавший три часа «Псих» вдруг видит Энни в компании Фрэнки, он на глазах других «дюков» набрасывается на него с ножом. Митчу (Тони Кёртис), одному из членов банды, удаётся удержать «Психа», а Фрнки быстро уводит Энни.
После того, как допросы школьников не дают результата, Мейкон приказывает своим людям провести облаву на уличные шайки, в которые входят ученики Бэннона, в расчёте на то, что задержания заставят кого-то заговорить. Полиция задерживает многих за хранение самодельного оружия, однако ни у Бенни, ни у Фрэнки его не нашли. Тем не менее Мейкон повторно допрашивает Бенни и Фрэнки. И хотя парни заметно волнуются, однако они со слезами продолжают твердить о своей невиновности, говоря, что в отличие от остальных, их преследуют за шутку на школьном уроке. Мейкон вынужден их отпустить, и Джо вместе со Стэном отводят парней домой. По дороге Стэн уговаривает Фрэнки всё рассказать, однако тот отказывается его слушать. Тем же вечером Фрэнки узнаёт из газет, что Гэггси разыскивают за убийство полицейского. На следующий день, когда становится известно, что Гэггси был убит полицейскими, Стэн сообщает Фрэнки, что Гэггси был его братом, который выбрал в жизни неверный путь. И если Фрэнки пойдёт по пути Гэггси, то рано или поздно кончит свою жизнь так же, как он.
Вскоре «дюки» решают провести благотворительный танцевальный вечер, все средства от которого передать тем, кто пострадал во время полицейской облавы и задержаний. Фрэнки приходит на вечер с Бетти, к которой проявляет интерес один из «авторитетных» друзей Ларри, однако она хочет быть с Фрэнки. Тем временем Бенни в одиночестве напивается, опасаясь, что его арестуют за убийство, и когда Фрэнки пытается остановить его, Бенни настаивает на том, что убийство они совершили вместе. Затем к Бенни подходит Ларри, требуя, чтобы тот привёл себя в форму, так как после окончания вечера ему понадобятся все Эмбой Дюкс, поскольку они решили не платить оркестру за выступление. Тем временем полиция находит ствол от пистолета Бенни и экспертиза подтверждает, что этот ствол мог быть частью оружия, из которого убили Бэннона. Когда Фрэнки отказывается уступать Бетти друзьям Ларри, у него чуть было не возникает конфликт с главарём банды. Некоторое время спустя «Псих» находит на танцах Энни, загоняет её в угол в одной из комнат и начинает запугивать. Она с трудом вырывается от него, и Стэн, который пришёл на танцы вместе с женой Джин (Анабель Шоу), спасает Энни, защищая её сначала от «Психа», который бросается с ножом, а затем и от остальных «дюков». Защищаясь отобранным у парней ножом, Стэн выводит Энни и жену на улицу и уезжает на автомобиле.
Тем временем около танцевального зала Фрэнки видит заголовок свежей газеты о найденном стволе от оружия, после чего звонит по телефону Мейкону, анонимно сообщая ему, что Бэннона застрелил Бенни. Однако Мейкон узнаёт голос Фрэнки и говорит ему об этом, после чего Фрэнки в панике несётся домой и начинает судорожно собирать вещи, намереваясь податься в бега. Удивлённая поведением брата, Элис пытается остановить его, и в итоге Фрэнки не успевает выбежать на улицу до приезда полиции, и вынужден скрываться на крыше собственного дома. Полиция однако прибыла, чтобы задержать Бенни, который также забирается на крышу. Заметив там Фрэнки, Бенни набрасывается на него и начинает яростно бить, не заметив, как подошёл к самому краю. Споткнувшись о коробки, он падает вниз и разбивается насмерть. Фрэнки задерживает полиция, и его уводят на глазах у всего дома, при этом остаётся надежда, что, возможно, позднее он станет на правильный путь в жизни.

## В ролях
- Стивен Макнэлли — Стэн Алберт
- Тельма Риттер — миссис Кэти Кьюзак
- Луис Ван Рутен — Джо Кьюзак
- Джефф Кори — лейтенант полиции Луи Мейкон
- Шэрон Макманус — Элис Кьюзак
- Сью Инглэнд — Бетти Мейлор
- Барбара Уайтинг — Энни Кейн
- Ричард Бенедикт — Гэггси Стинс
- Питер Фернандес — Фрэнк Кьюзак
- Эл Рэмсен — Бенджамин «Бенни» Уилкс
- Джошуа Шелли — Теодор «Псих» Перрин
- Тони Кёртис — Митч
- Пип Херн — Пит
- Микки Нокс — Ларри
- Ричард Джекел — Булл
- Роберт Остерлох — мистер Бэннон
- Анабель Шоу — миссис Джин Алберт

## Создатели фильма и исполнители главных ролей
В послевоенные годы Ирвинг Шульман добился успеха как писатель с такими романами-бестселлерами на тему молодёжной преступности, как «Дюки с Эмбой-стрит» (англ. The Amboy Dukes) (1947), «Тяжёлый плач» (англ.  Cry Tough) (1949) и «Большие брокеры» (англ.  The Big Brokers) (1951). Шульман также известен работой над сценарием фильма «Бунтарь без идеала» (1955), а также новелизацией фильма «Вестсайдская история» (1961).
Максвелл Шейн преимущественно работал как сценарист, поставив как режиссёр помимо этой картины лишь четыре фильма нуар, это «Страх в ночи» (1947), «Стеклянная стена» (1953), «Нагая улица» (1955) и «Ночной кошмар» (1956).
Стивен Макнэлли известен своими актёрскими работами в драме «Джонни Белинда» (1948), фильмах нуар «Крест-накрест» (1949), «Выхода нет» (1950), «Женщина в бегах» (1950), «Доля секунды» (1953) и «Жестокая суббота» (1955), а также вестернам «Винчестер 73» (1950), «Дуэль на Силвер-Крик» (1952) и «Похвала плохому человеку» (1956).
Тельма Риттер шесть раз номинировалась на премию «Оскар» за роли второго плана в таких фильмах, как «Всё о Еве» (1950), «Брачный сезон» (1951), «С песней в моём сердце» (1951), «Происшествие на Саут-стрит» (1953), «Телефон пополам» (1959) и «Любитель птиц из Алькатраса» (1962).
В фильме снималась также группа молодых актёров, некоторые из которых впоследствии сделают успешную карьеру. Так, Ричард Бенедикт станет впоследствии очень успешным телережиссёром, Джошуа Шелли станет популярным актёром на телевидении, Ричард Джекел будет успешно работать как киноактёр, а Джо Тёркела можно было увидеть во многих престижных картинах, среди них «Убийство» (1956), «Тропы славы» (1957) и «Сияние» (1980) Стенли Кубрика, а также «Бегущий по лезвию» (1982). Одну из своих первых ролей в этом фильме сыграл Тони Кёртис, впоследствии прославившийся главными ролями в фильмах «Сладкий запах успеха» (1957), «Скованные одной цепью» (1958), «В джазе только девушки» (1959) и «Большие гонки» (1965).

## История создания фильма
Фильм основан на романе Ирвинга Шульмана 1947 года «Дюки с Эмбой-стрит» (англ. The Amboy Dukes). Согласно современным источникам, Шульман положил в основу своего романа реальный случай, когда двое членов бруклинской банды были признаны виновными в убийстве школьного учителя. Рабочее название этого фильма также было «Дюки с Эмбой-стрит».
В январе 1948 года газета «Лос-Анджелес таймс» сообщила, что продюсером экранизации романа Шульмана должен был стать Джек Черток (англ. Jack Chertok), а главную роль должен был сыграть Микки Руни.
В мае 1948 года кинокомпания Universal Pictures купила права на экранизацию романа, поручив работу продюсера, сценариста и режиссёра Максвеллу Шейну. Шейн намеренно взял на главные подростковые роли неизвестных актёров, просмотрев на кастинге более 200 кандидатов. Это был первый фильм в карьере актёров Питера Фернандеса, Эла Рамсена и Джошуа Шелли. Тони Кёртис сыграл в этом фильме свою первую роль со словами.
На роль Стэна Алберта студия Universal пыталась взять в аренду у «Warner Bros» актёра Дейна Кларка, но тот отказался от этой роли, за что глава студии Джек Уорнер отстранил его от работы.
Натурные съёмки проходили в бруклинских районах Уильямсберг и Кенарси (англ. Canarsie), в Проспект-парке, а также в Школе для старших классов г. Бербанка, Калифорния. Кроме того, после завершения съёмок Шейн отправился в Вашингтон, чтобы снять эпизоды с журналистом Дрю Пирсоном.
После вступительных титров следует длинный пролог, в котором вашингтонский журналист Дрю Пирсон, сидя за столом, обращается к зрителям со своим видением тематики фильма. Затем, уже закадровым голосом, Пирсон представляет главного персонажа фильма Фрэнки Кьюзака на фоне улиц Бруклина. Пирсон ещё раз появляется на экране с представлением молодых актёров в конце картины. Когда он представляет молодых актёров, которые сыграли роли «дюков», называя одновременно имена их персонажей, камера переходит на актёров, которые находятся в неформальной обстановке на съёмочной площадке. Во время своего преставления каждый из актёров кивает или машет зрителям рукой. После этого следуют письменные титры с именами актёров и творческой группы, куда входят имена актёров, сыгравших «дюков», но без указания имён их персонажей. Порядок имён «дюков» в титрах отличается от порядка при устном представлении.
В конце февраля 1949 года «Голливуд Репортер» сообщил об активном обсуждении вопроса о съёмках продолжения истории с Кёртисом в главной роли и с Шейном в качестве продюсера. Однако никаких сиквелов снято не было.
В июле 1951 года цензор Ллойд Т. Бинфорд запретил прокат фильма в Мемфисе, Теннесси, на том основании, что он не несёт «в себе никакого урока и никакой морали».

## Оценка фильма критикой

### Общая оценка фильма
После выхода фильма на экраны обозреватель «Нью-Йорк таймс» Томас Прайор дал ему высокую оценку, написав: «Как и мощный роман Ирвинга Шульмана, на котором он основан, эта картина Universal-International представляет разоблачительное, сознательное и драматически захватывающее исследование влияния окружающей среды на взращивание преступности среди несовершеннолетних». Критик обращает внимание на слова Дрю Пирсона в предисловии фильма, что «условия, рассматриваемые в картине — это в большей или меньшей степени национальная проблема. Бруклин просто оказывается местом действия для изложения проблемы, которая уже более десятка лет назад требовала принятия мер в фильме „Тупик“ (1937), однако он, вероятно, так и не произвёл заметного впечатления на общественное сознание». По мнению Прайора, фильм немного ограничен в том, что видит причину всех бед лишь «во внешнем влиянии». Тем не менее, он предлагает «честное и взвешенное отражение жизни». В итоге получилась, «картина с сердцем и душой», и возможный недостаток глубины и вдумчивости «компенсируется честностью цели и хорошим профессиональным мастерством».
Как отметил рецензент журнала Variety, «из мрачного романа Шульмана „Дюки с Эмбой-стрит“ Максвелл Шейн сделал жёсткий и честный фильм о подростковой преступности», которую отличает демонстрация «тревожной реальности и мелодраматическая напряжённость». В драматической форме фильм показывает, «как трущобы распространяют преступность», становясь "послевоенной версия «Тупика», в который вплетены «все слои жестокости, которые возникли между 1937 и 1949 годами». По мнению рецензента «фильм добивается успеха в воссоздании ощущения и духа городских улиц и переулков Манхеттэна и Бруклина», а «сюжетные линии тщательно вплетены в социальную ткань»<.
Современный историк кино Спенсер Селби назвал картину «реалистичным и бескомпромиссным нуаровым исследованием городской ювенальной преступности» . По мнению Майкла Кини, «хотя фильм немного устарел и имеет сильный бруклинский акцент, он тем не менее занимателен», а Леонард Молтин назвал фильм «смягчённой версией романа Шульмана о суровой жизни в трущобах Бруклина с предсказуемыми преступниками».
Хэл Эриксон посчитал, что «эта слегка выхолощенная версия романа Шульмана была использована студией Universal-International, чтобы опробовать нескольких своих новых контрактных актёров». По мнению критика, «фильм пытается показать, что так называемый „уличный кодекс“ — никогда не «крысятничать» на своего друга — наверное, даже более разрушителен, чем любой кастет или нож». В свою очередь, Деннис Шварц оценил картину как «значительно смягчённую версию романа Шульмана о жёсткой подростковой банде в послевоенном Бруклине», которая «напоминает все эти фильмы про парней из Тупика». По мнению критика, «предсказуемая история мало что даёт для понимания подростковой преступности, предлагая только сторонний взгляд на мрачность уличной жизни». При этом «фильм совсем не показал, какова была подростковая жизнь в городских трущобах, вместо этого выбросив набитую клише историю». Как резюмирует Шварц, получился «тяжёлый и клишированный фильм», который «растерял всё то, что было существенно в романе». Его сильными сторонами «стали лишь хорошие натурные съёмки в городе», а также «серьёзный голос Дрю Пирсона, который придал ему документальное ощущение».

### Проблематика фильма
Прайор обратил внимание на критический взгляд картины на жизнь простых людей в Бруклине. Он отмечает, что «жалкие многоквартирные дома, иногда перемежаемые дворами и пустырями, которые напоминают мусорные кучи, остаются национальным бельмом на глазу и являются угрозой здоровой жизни». Однако картина в основном лишь констатирует тот факт, что «плохое жильё приводит к появлению плохих людей, а это лишь постановка вопроса. Причины, почему столь многие молодые люди сегодня идут в неправильном направлении, лежат намного глубже». Подняв эту важную тему фильмами «Стучись в любую дверь» (1949), «Плохой парень» (1949), «Город за рекой» и некоторыми другими, кинематограф «лишь поцарапал поверхность проблемы, не раскрыв корни этого зла».
Как далее пишет Прайор, «справедливости ради, надо отметить, что „Город за рекой“ затрагивает проблему недостатка родительского контроля в рассказе о том, как связь Фрэнка Кьюзака с местными хулиганами из банды Дюкс доводит его от обычного уличного хулиганства до убийства школьного учителя». Фильм показывает родителей Фрэнка как «честных, трудолюбивых и бескорыстных людей, которые пытаются обеспечить своих детей достойным образованием». По отношению к этим людям возникает симпатия, но вместе с тем фильм «обходит стороной вопрос об ответственности родителей и со всей силой клеймит лишь внешнее влияние как причину правонарушения Фрэнка».
В свою очередь, Шварц обращает внимание на «полный отчаяния рассказ журналиста Дрю Пирсона в начале картины о городских трущобах как причине молодёжной преступности». Критик также указывает на то, что фильм «представляет Бруклин как значительно худшее место, чем Манхэттен, и что его жители смотрят на Манхеттен как на место, куда надо бежать, чтобы расширить свои горизонты».

### Оценка работы режиссёра и творческой группы
Прайор указывает на «грубо натуралистичный характер фильма во многом благодаря тексту режиссёра и продюсера Максвелла Шейна и второго сценариста Денниса Купера». По словам Хэла Эриксона, «сценарий Шейна и Купера отказывается от соблазна сентиментально показать детей и упросить их участь».
Прайор также отмечает, что Шейн, «сняв большую часть картины на бруклинских улицах, смог донести атмосферу и чувство кишащего людьми города, а сцены на лестничных площадках многоквартирных домов хорошо знакомы в своей достоверности и беспокойности». Кроме того, фильм «богат на интересные образы, особенно в малых ролях».

### Оценка актёрской игры
По мнению рецензента Variety, «игра всех членов актёрского состава отмечена акцентом на естественность, которого добивается Шейн». Как пишет Прайор, «большинство актёров сравнительно незнакомы широкому зрителю, за исключением Стивена Макнэлли, который играет роль директора коммунального центра в районе, придавая фильму дополнительную степень реализма. Две главные роли Фрэнка и его приятеля Бена Уилкса в целом хорошо сыграны Питером Фернандесом и Элом Рэмсеном. Они не дают профессионально проработанной игры, но на ребят всё время интересно смотреть, и немного набравшись опыта, эти двое должны пойти вперёд».
Рецензент TV Guide обращает внимание на "отличные дебюты нескольких юных актёров, в частности, «члена банды, которого идеально играет Тони Кёртис, но особенно запоминается Джошуа Шелли в роли немного слабоумного парня с ножом». Майкл Кини отмечает Макнэлли «в роли преданного делу социального работника, работающего с жёсткими и суровыми подростками в трущобах Бруклина, который по большей части добивается успеха в своей работе, однако это не касается местной банды „дюков“». По мнению Хэла Эриксона, «наиболее заметными среди актёров второго плана являются Тельма Риттер в роли измученной матери Фрэнка Кьюзака, Стивен Макнэлли в качестве советника коммунального центра и Тони Кёртис в роли члена банды в кожаной куртке».